# Jörg-Johannes Lechner
Jörg-Johannes Lechner (* 21. April 1966 in Herxheim bei Landau/Pfalz) ist ein deutscher Philosoph und Erziehungswissenschaftler.

## Leben
Jörg-Johannes Lechner studierte zunächst katholische Theologie, Philosophie und Musik in Freiburg im Breisgau sowie Naturphilosophie, Philosophie und Soziologie an der Gustav-Siewerth-Akademie in Bierbronnen (Staatsexamensarbeit bei Alma von Stockhausen über den Personenbegriff in der philosophischen Anthropologie). Es folgte ein Studium der Erziehungswissenschaften in Freiburg, welches mit einer Diplomarbeit über Georg Wilhelm Friedrich Hegel abgeschlossen wurde. Die Promotion erfolgte mit einer Arbeit über die philosophisch-anthropologische Ethik Hans Reiners im Jahr 2001. In den Jahren 1996–2003 hat er das Hans Reiner-Archiv in Freiburg i. Br. aufgebaut. Es folgten Lehrtätigkeiten an der PH Freiburg, der Gustav-Siewerth-Akademie in Bierbronnen sowie an der Universität Siegen. Seit 2003 ist er Dozent an der Justus-Liebig-Universität Gießen für das Fach Allgemeine Erziehungswissenschaft. Seit 2016 verwaltet er den Schriftnachlass von Hans Reiner (Professur für Ethik an der Universität Freiburg im Breisgau).
Arbeitsschwerpunkte sind Philosophie und Erziehungswissenschaft (Duns Scotus, Thomas von Aquin, Nietzsche und Heidegger), Bildung im Kontext von Buddhismus und Zen-Buddhismus (Thích Nhất Hạnh, Thomas Merton), Bildung im Kontext Zisterzienser/Trappisten (Aelred von Rievaulx) und philosophische Anthropologie.

## Schriften (Auswahl)
- als Herausgeber mit Jutta Mägdefrau: Partial-Holismus in der sozialen Arbeit. Erfahrungen mit einer Forschungsposition. Festschrift für Norbert Huppertz. Oberried 1998, ISBN 3-931992-06-3.
- als Herausgeber mit Norbert Huppertz: Hans-Reiner-Gesamtwerk. Oberried.
- Ethik und Pädagogik. Die philosophisch-anthropologische Ethik Hans Reiners und ihre Bedeutung für eine lebensbezogene Pädagogik. Hamburg 2005, ISBN 3-8300-2055-4.
- mit Birgit Retzlaff: Bund Deutscher Mädel in der Hitlerjugend. Fakultative Eintrittsgründe von Mädchen und jungen Frauen in den BDM. Hamburg 2008, ISBN 978-3-8300-3422-3.
- Martin Heidegger – „Ein Denker in dürftiger Zeit“. Philosophisch-anthropologische Studien zu Heideggers Fundamentalontologie. Hamburg 2015, ISBN 978-3-8300-8592-8.
- Anthropologie des Todes. Philosophisch-anthropologische Analyse der grenzwissenschaftlichen Phänomene Sterben, Tod und Jenseits. Hamburg 2019, ISBN 978-3-339-10600-1.
- Anthropologie der Mystik. „Mystik“ und „mystisches Erleben“ im Kontext einer philosophischen Anthropologie. Hamburg 2020, ISBN 978-3-339-11410-5.
- Codex Humanus – Zur Idee der >Menschlichkeit< in der klassischen Antike im Kontext von Philosophie und Bildungswissenschaft. Hamburg 2022, ISBN 978-3-339-12746-4.